# Edat del bronze
L'edat del bronze és un període del desenvolupament de la civilització caracteritzat pel fet que la metal·lúrgia més avançada ha desenvolupat les tècniques d'extracció del coure dels minerals i en fa aliatges per a aconseguir bronze. L'edat del bronze forma part de la prehistòria i segueix el Neolític a la major part del món.
La data exacta d'arribada a l'edat del bronze varia entre cultures i llocs del món. La tecnologia del bronze era coneguda vers el 4500 aC, prop de Bang Chieng (Tailàndia). Posteriorment, fou elaborat al Pròxim Orient; a l'Àsia Menor es data abans del 3000 aC; a l'antiga Grècia s'inicià el seu ús al voltant del 3000 aC; a l'Àsia central el bronze es coneix vora el III mil·lenni aC (2000 aC), a l'Afganistan, Turkmenistan i l'Iran; mentre que a la Xina s'incorporà més tardanament, dins la dinastia Shang, vora el 1800 aC. A Amèrica, la civilització de Tiwanaku fou l'encarregada d'encetar aquesta edat, descobrint el bronze en provar amb diversos metalls.
Aquesta fase del desenvolupament humà no és present a totes les regions del globus terraqüi: a l'Àfrica subsahariana no existeix una edat del coure ni del bronze, car els pobladors d'aquesta zona feren un salt directe entre el Neolític i l'edat del ferro.

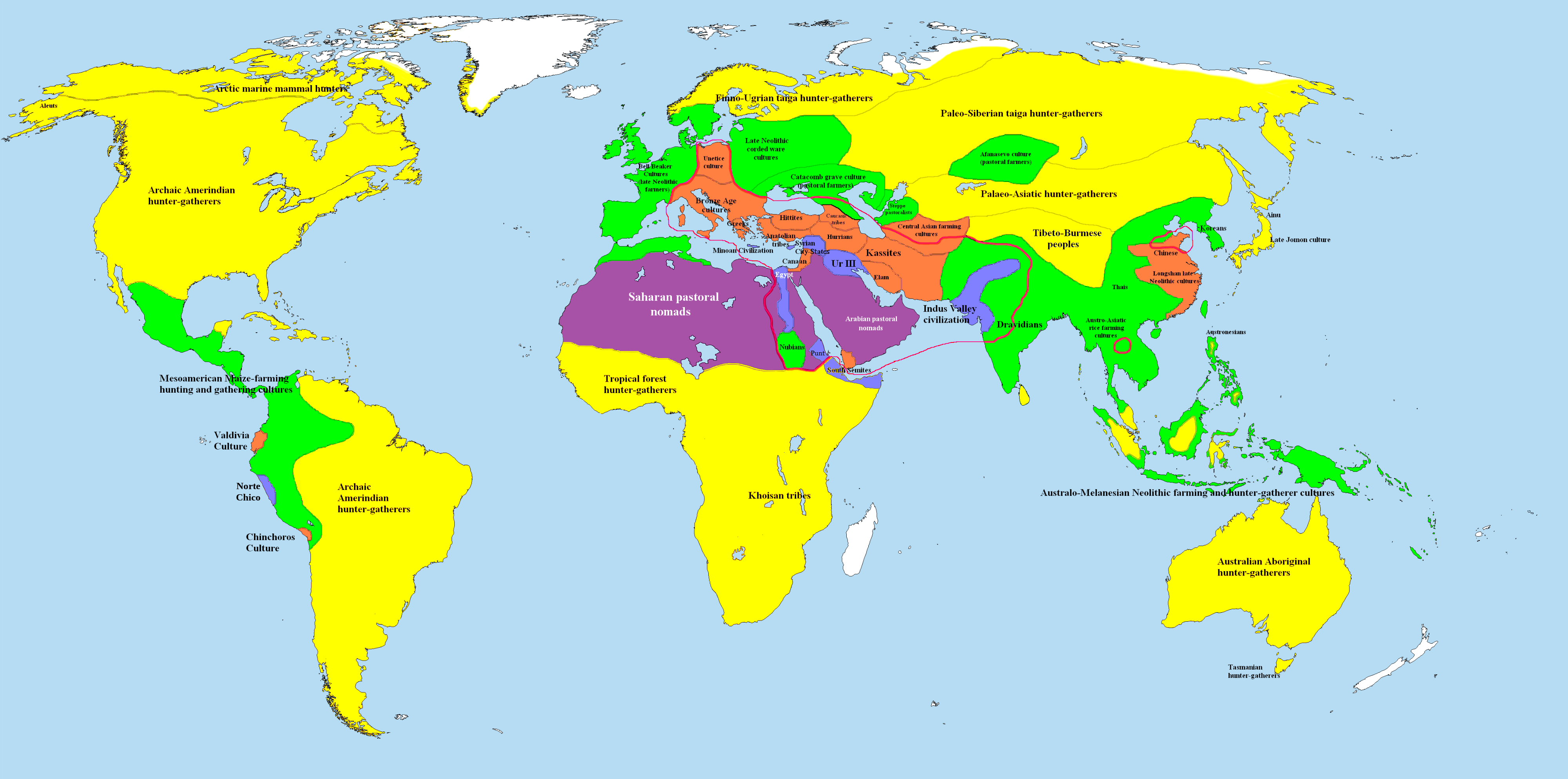
Mapa de l'estat tecnològic i social en el món, vora el 2.000 aC, es mostren pobles, cultures i zones on s'empraven estris de bronze

L'edat del bronze se situa generalment a Europa entre el 1800 aC i el 700 aC dividida en tres fases:
- El Bronze Antic, del 1800 aC al 1500 aC.
- El Bronze Mitjà, del 1500 aC al 1200 aC.
- I el Bronze Final, del 1200 aC al 700 aC.

Per la seva banda, al Pròxim Orient hom ha establert les següents dates:
- Bronze Antic (3500 aC-2000 aC).
- Bronze Mitjà (2000 aC-1600 aC).
- Bronze Final o tardà (1600 aC-1200 aC).

Les característiques generales de l'edat del bronze són el creixement demogràfic, l'abandonament parcial de la transhumància i la lenta tendència al sedentarisme de la gent.
L'ésser humà es manté en general en coves però també a turons estratègics i en poblets en zones abrigades. La inhumació es fa a les coves i als dòlmens probablement en part construïts abans i que ara són reutilitzats, junt amb altres de nous. Són característiques les puntes de fletxa, els punxons i objectes d'adorn. L'art es concreta en figures de pedra, i dibuixos d'escenes de mort.
El descobriment del coure primer, i de l'estany i bronze després, van fer moure alguns pobles a la recerca d'aquests metalls, emportant-se les seves regles culturals i les seves tècniques. La utilització del metall fa créixer la complexitat de l'estructura social de les comunitats, i apareixen lluites tribals. El domini del metall determinava el poder i la riquesa i va donar origen a una minoria de privilegiats enfront d'una majoria de subordinats
Les cultures neolítiques vivien a les planes i gairebé no tenien armes, però ara es fan necessàries per les guerres entre grups oposats. Des d'abans del 1700 aC, les necessitats defensives dels grups fan que construeixin els seus hàbitats en llocs fàcils de defensar; a les tombes comencen a ser abundoses les armes.
A la península Ibèrica l'edat del bronze ve marcada per l'existència de dues cultures que arrenquen del Neolític:
- La Cultura d'El Argar, anomenada també Cultura Almerienca - Fase III, successora de la cultura de Los Millares o Cultura Almerienca - Fase II, d'origen oriental, potser sirià, amb possibles influències egípcies.
- La Cultura del vas campaniforme

## El coure i el bronze

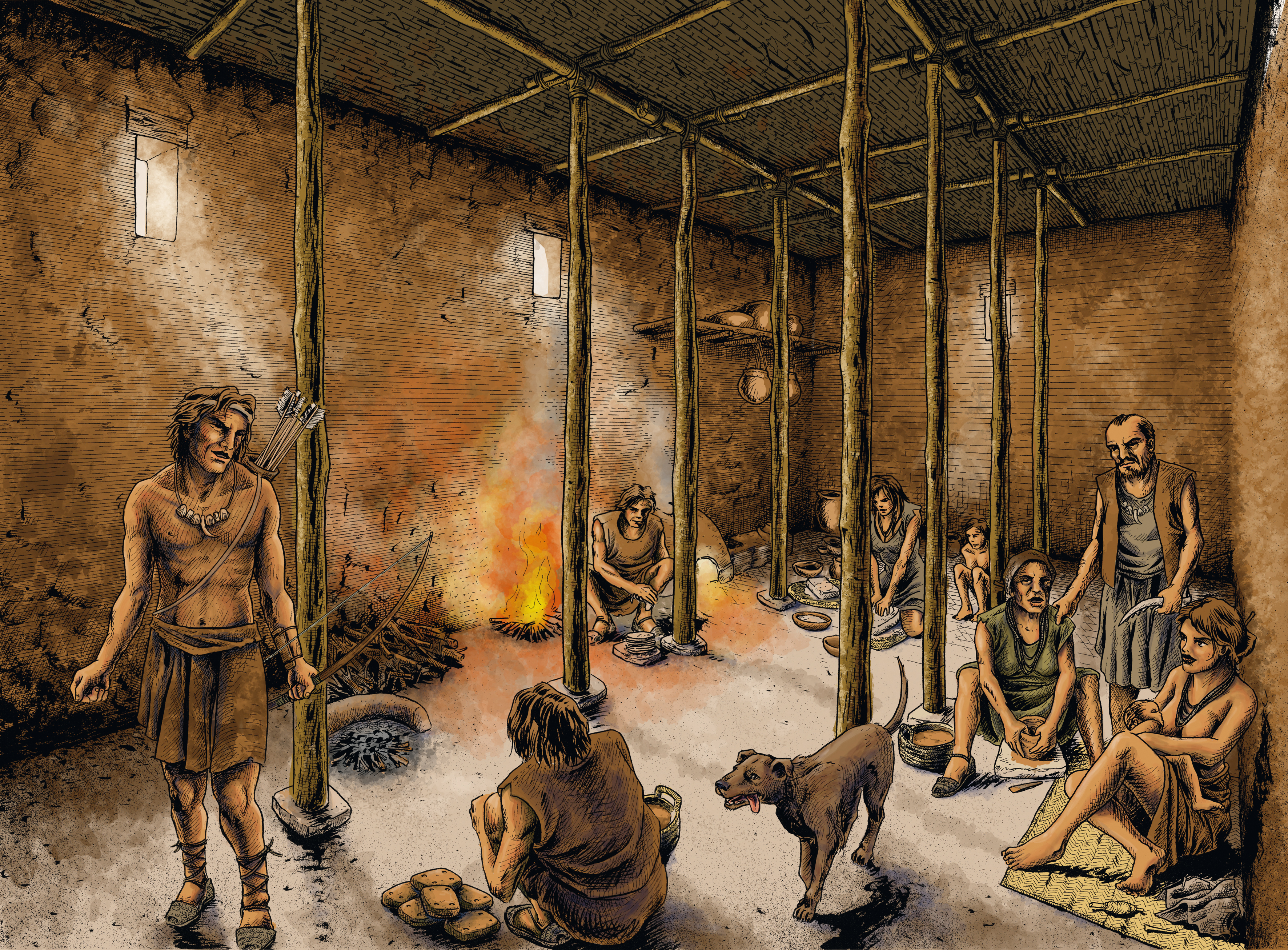
Activitats domèstiques de l'edat de Bronze. Representació de la Lloma de Betxí pel Museu de Prehistòria de València.

El coure fou el primer material que els metal·lúrgics van aprendre a treballar i més tard a endurir-lo amb estany Alguns pobles van treballar el bronze sense haver conegut el coure o van usar ambdós al mateix temps, però aquesta no va ser la línia general encara que es va produir bastant sovint perquè els pobles utilitzaven allò de què disposaven als seus territoris. El coure es va aconseguir en èpoques diferents i en diferents punts.
L'ús del coure a l'Orient mitjà es remunta a una data anterior a l'any 4000 aC. (potser fins i tot cap al 5000 aC.). L'aliatge considerat correcte era 90-10 però en un alt percentatge de troballes la proporció sempre era inferior a 94-6.
El coure era abundant a Xipre, que antigament es deia Alashiya, i després se l'anomena Cy-prium derivat de la paraula coure (la semblança arriba al llatí on el coure és el cuprum).
Possiblement posterior al coure però anterior al bronze és l'or (que inclòs podria ser anterior al coure). També a la mateixa època que el coure apareixen l'argent i el mercuri; al darrere del coure es varen descobrir l''estany, el zinc, el ferro i el plom. Primerament l'estany es va usar per endurir el coure, utilitzant-se també després una barreja amb zinc. En canvi encara no es dominava la tècnica de fondre el ferro
El coure s'obtenia de la malaquita i de l'atzurita, i rarament dels sulfurs de coure. S'obtenien els anomenats coure negre, coure en brut i altres varietats.
El coure fonia a mil dos-cents graus, o sigui a menys que l'argent, però a més que l'or. Es trobava a la cuprita (coure vermell), la tenorita (coure negre), la xalcorina i la covellita (combinada amb sofre). Les pirites de coure (erubescita, bornites i tetraedrites) eren una combinació de coure amb sulfurs metàl·lics. També hi havia coure en molts minerals i en algunes sals (com l'atzurita i la malaquita).
Els fonedors de bronze utilitzaven motlles de pedra. El motlle constava de dues parts: una on s'havia fet el buit (extremadament afinat i precís) de l'objecte a crear, així com una esquerda separada. Al buit se li tirava el metall fos i damunt es col·locava una pedra plana a manera de tapa. Quan el metall fos es refredava, s'introduïa un tascó a l'esquerda per a separar el motlle de la tapa, i es treia la figura emmotllada. També es va inventar en aquest període la fosa amb la tècnica de la cera perduda, on el bronze líquid desplaça a la cera col·locada entre motlle i contramotlle, i que permet el modelatge de detalls amb més precisió.
Això no obstant, no existeixen gaires peces de bronze. El material no era abundant. Es dominava la tècnica però mancava matèria primera,

## El bronze a Europa
L'edat del bronze se situa generalment a Europa entre el 1800 aC i el 700 aC dividida en tres fases:
- El Bronze Antic, del 1800 aC al 1500 aC.
- El Bronze Mitjà, del 1500 aC al 1200 aC.
- I el Bronze Final, del 1200 aC al 700 aC.

### Bronze antic
Encara no s'ha generalitzat la cultura del bronze.
Es desenvolupen rutes de comerç, principalment per a distribuir el coure, emprant majoritàriament els cursos fluvials. Les regions nord europees i les de la península Ibèrica es troben fortament relacionades amb aquest tipus de comerç.
L'agricultura i la ramaderia segueixen essent la base econòmica dominant. Amb la invenció i l'ús del Carro i l'arada la producció augmentà significativament. Els poblats i assentaments solen ser de dos tipus, segons la ubicació geogràfica:
- A l'Est, els poblats són situats estratègicament, essent presents, en alguns d'aquests, diferents sistemes defensius.
- A l'Oest, els poblats solen ésser petits i sense defenses, essent, probablement, poblats estacionals.

#### Europa central
L'edat del bronze s'introduí en l'Europa central a voltants del 1800-1600 aC, essent seguida pel bronze Mitjà (1600-1200 aC), que es caracteritza per l'enterrament en túmuls, que demostren un alt grau d'estratificació social.
En destaquen dues cultures: Cultura de Únětice, es desenvolupa entre els rius Rin i Dnièper, i des del Mar Bàltic fins al Baix Danubi. Aquesta cultura controla les rutes comercials europees, essent l'intermediari entre les terres bàltiques, la Grècia Micènica i les Illes Britàniques. Exploten les mines de coure, i la seva economia és principalment ramadera (bous, cavalls i porcs principalment), complementada amb cereals. Les sepultures són d'inhumació individual en fosses i cistes generalment. De caràcter guerrer, són pobles de gran mobilitat, emprant el cavall com a muntura.
L'altra cultura a destacar és la cultura Otomani, que es desenvolupa en els Balcans, Hongria i Eslovàquia. Grup, com l'anterior, guerrer, presentant una proporció més alta d'armes que d'estris. Els poblats d'aquesta cultura són fortament fortificats. Com l'anterior, empren els cavalls i els carros, fet que els atorga gran mobilitat. El ritu funerari és la inhumació individual sota túmul, notant-se un canvi al final del Bronze Mitjà, substituint la sepultura per la incineració.

#### Europa Mediterrània
Es donen poques variacions, sense evolucions importants. La distribució del bronze varia molt d'una zona a un altre: algunes àrees continuen emprant models calcolítics, metre d'altres ja s'inicien en el bronze.

##### Península Ibèrica

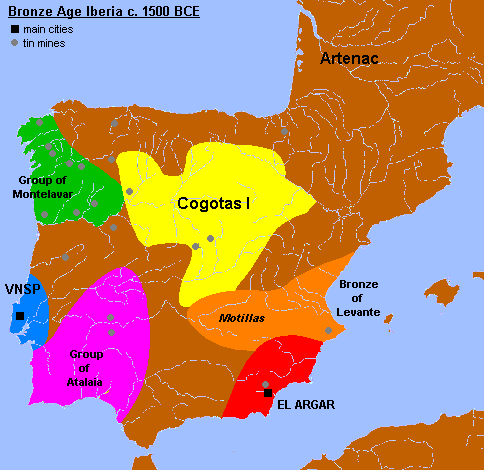
Mapa del Bronze mitjà ibèric (c. 1500 aC) mostrant les cultures principals, les dues ciutats principals i la ubicació de mines d'estany.

El Bronze antic (2250-1900 aC), no es troba present arreu, constatant-se la seva presència en el sud-est peninsular. En aquesta zona s'origina la Cultura d'El Argar, situada a les zones de Vera, Llorca i la vall del Segura. Els poblats comencen a fortificar-se. En la ceràmica destaquen els vasos lenticulars i tulipes. El bronze no s'ha generalitzat, essent la metal·lúrgia del coure encara predominant. Una altra manifestació particular d'aquesta etapa és l'anomenat Bronze Manxec.

#### Europa Atlàntica
A l'Europa Atlàntica, zona més rica en minerals, destaquen les cultures següents:
- Cultura dels Túmuls americans, a Bretanya (França). Trets bàsics: Sepultures d'inhumació individual. Els poblats es desplacen de la costa a l'interior. Estris domèstics de sílex i pedra polida. Presència d'una aristocràcia guerrera dominant.

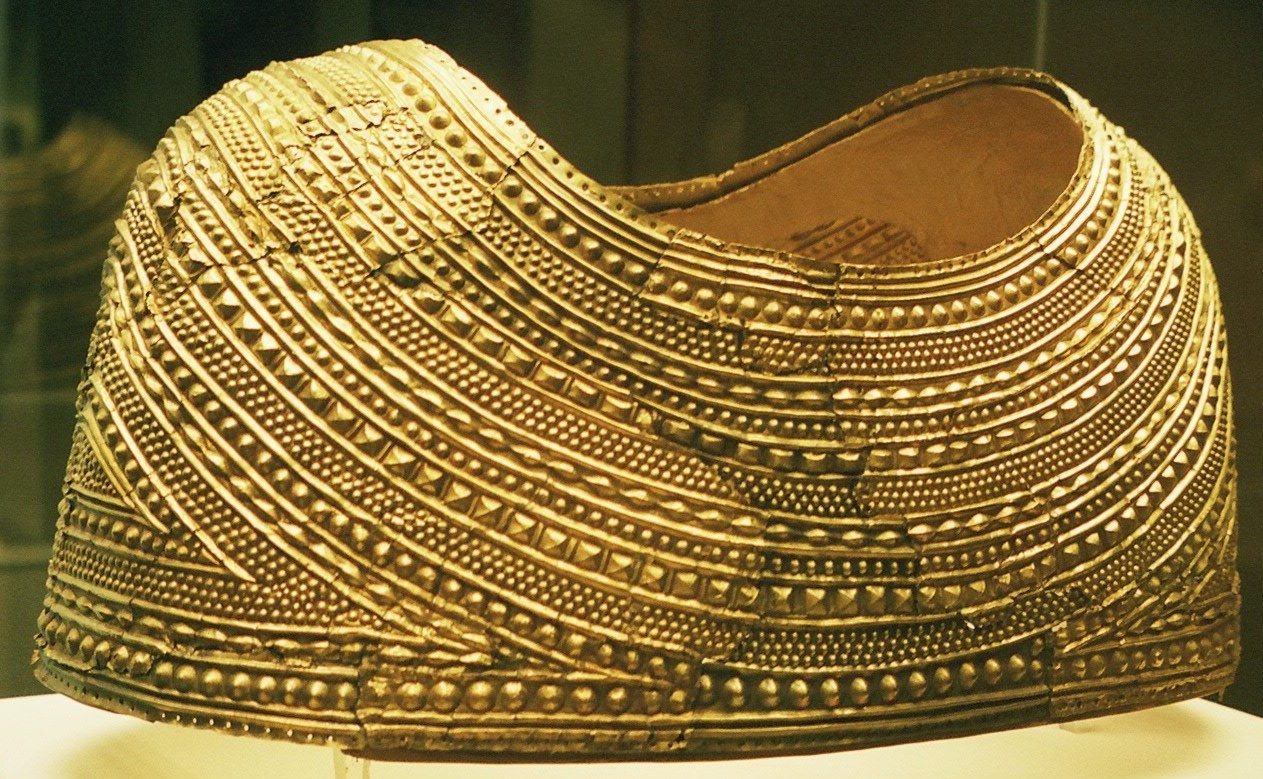
Capa d'or de Mold, Edat del bronze, Museu Britànic de Londres.

- Cultura de Wessex, a Anglaterra. Trets bàsics: es desenvolupa en el sud d'Anglaterra. Presència d'una aristocràcia guerrera dominant. Predomini del ritu d'incineració (entre el 1600 i 1400 aC).

### Bronze mitjà

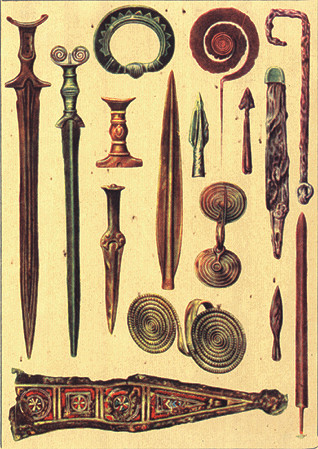
armes del Bronze, Romania

Comença el predomini del Bronze sobre el coure. Hi ha un augment en l'elaboració d'embelliments, armes i estris. El bronze ja és present en les activitats quotidianes.

#### Europa central
A l'Europa Central aquesta etapa es caracteritza per la cultura dels túmuls. Estenent-se des del Rin fins als Carpats occidentals, i des dels Alps fins al Mar Bàltic. Es denomina així per les sepultures d'inhumació individual en túmuls. Essent freqüent el dipòsit de restes òssies d'animals en els enterraments, així com els enterraments dobles. Es generalitza l'ús del bronze, amb produccions en sèrie realitzades a partir de motlles de pedra. La base econòmica fonamental fou la metal·lúrgia, que permet millores en l'armament i l'utillatge. Els ornaments de metall proliferen. Els poblats no són molt grans, estan situats estratègicament, en zones altes i amb defenses naturals, a vegades rodejats per muralles de fusta i terra, presentat l'ús de fossats (un o més). Els habitatges són de planta rectangular o trapezoïdal, construïts amb fusta i altres materials peribles.

#### Europa Nòrdica
A l'Europa Nòrdica l'explotació de l'ambre permet aconseguir el coure i l'estany. Existeixen tallers locals de fosa, convertint-se en un focus metal·lúrgic de categoria. Es reben influències funeràries de la cultura dels túmuls. Les sepultures són tumulàries, agrupades en necròpolis, a voltes seguint les vies naturals de comunicació. Els paraments són rics, constituïts, principalment, per armes.

#### Europa Mediterrània
A l'Europa Mediterrània cal destacar dues cultures principals, ambdues situades a la península Itàlica:
- Cultura de Terramara, al nord: Poble de pastors i agricultors, amb una petita indústria metal·lúrgica. La ceràmica és predominantment de color negre, decorada.
- Cultura Apenínica, al centre: poble ramader, amb assentaments en coves i abrics. Economia basada en agricultura i ramaderia transeünt. Ceràmica gravada amb motius geomètrics. Presentant contactes amb la zona de l'Egeu.

#### Europa Atlàntica

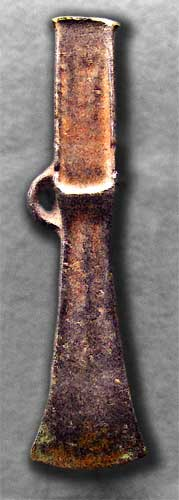
Destral (palstave)

A l'Europa Atlàntica es desenvolupa una indústria del bronze molt activa. Els paraments són més pobres que en èpoques anteriors.
- França: producció metal·lúrgica de poca entitat, destacant la fabricació de destrals.
- Illes Britàniques: el ritu funerari és la incineració en urnes. Els paraments són pobres en metalls. S'intensifiquen les relacions amb el continent.

### Bronze final
Es desenvolupa vers el 1300 al 700 aC, es caracteritza per la incineració de cadàvers. A la zona de Polònia aquesta pràctica es mantindrà fins al 500 aC, ja dins l'edat de ferro en el període cultural Hallstatt (700-450 aC).

#### Europa central
A l'Europa Central predomina la Cultura dels camps d'urnes, caracteritzada per les necròpolis d'incineració i la gran expansió que dugueren a terme al segle xiii aC.
Els pobles indoeuropeus afinats en el nord dels Alps compartien una cultura comuna des del segle xv aC (Cultura dels Túmuls). Al segle xiii aC s'estendrà el costum de la incineració i dipòsit de les cendres en urnes. Coincidint amb aquest canvi cultural aquests pobles, entre els que hi comptem els celtes, itàlics i il·liris, inicien una ràpida expansió que els porta a conquerir gran part dels Balcans i porcions menors d'Europa occidental, destruint, també, l'Imperi Hitita, fent-se amb el secret de la metal·lúrgia del Ferro. Posteriorment, aquests pobles, en el segle xii aC prosseguiren les seves campanyes per mar, atacant Egipte i colonitzant Filistea. Gairebé amb seguretat, aquests centreeuropeus, ja hel·lenitzats, constitueixen el misteriós origen dels doris que envaïren Grècia en el segle xi aC, destruint la civilització micènica.
Quant a l'estructura dels poblats, aquests solen presentar defenses, tant naturals com artificials, donant-se de vegades la presència d'ambdues. Les cases són construïdes, majoritàriament, en fusta i fang, presentant bases rectangulars o trapezoïdals. Si bé el ritu comú d'enterrament és la incineració, també hi són presents altres variants: forats excavats a terra en els quals es diposita l'urna; sense urna, vessant la cendra directament a la fossa; Urnes cobertes per cercles de pedres, cistes, etc.; Túmuls plans cercant la fossa; fosses grans. En el parament s'hi sol trobar ceràmica i metalls. A voltes, les necròpolis es troben delimitades per recintes rituals, generalment fossats, de planta circular o quadrangular.
Vers l'economia: Són abundants la presència de molins de pedra, aixades de bronze i destrals, també es constata l'existència de graners. Proliferen oficis i l'especialització artesanal. S'intensifiquen les relacions comercials, millorant els transports amb la utilització de carros i de cavalls com a animals de tir. Neix el comerç de la sal comuna i s'inicia la producció de vidre. Els centres metal·lúrgics es multipliquen, metre que la ceràmica i l'orfebreria també augmenten.

#### Europa nòrdica
A l'Europa Nòrdica, i com a continuació de l'etapa anterior, apareix la Cultura de Montelius, caracteritzada pel fet que els poblats se situen en zones defensives, les cases són fetes de fang o fusta, amb planta oval o rectangular. Els enterraments són agrupats en grans necròpolis, generalitzant-se el ritu de la incineració. Es produeixen diferents utensilis en or, com ara gots.

#### Europa atlàntica

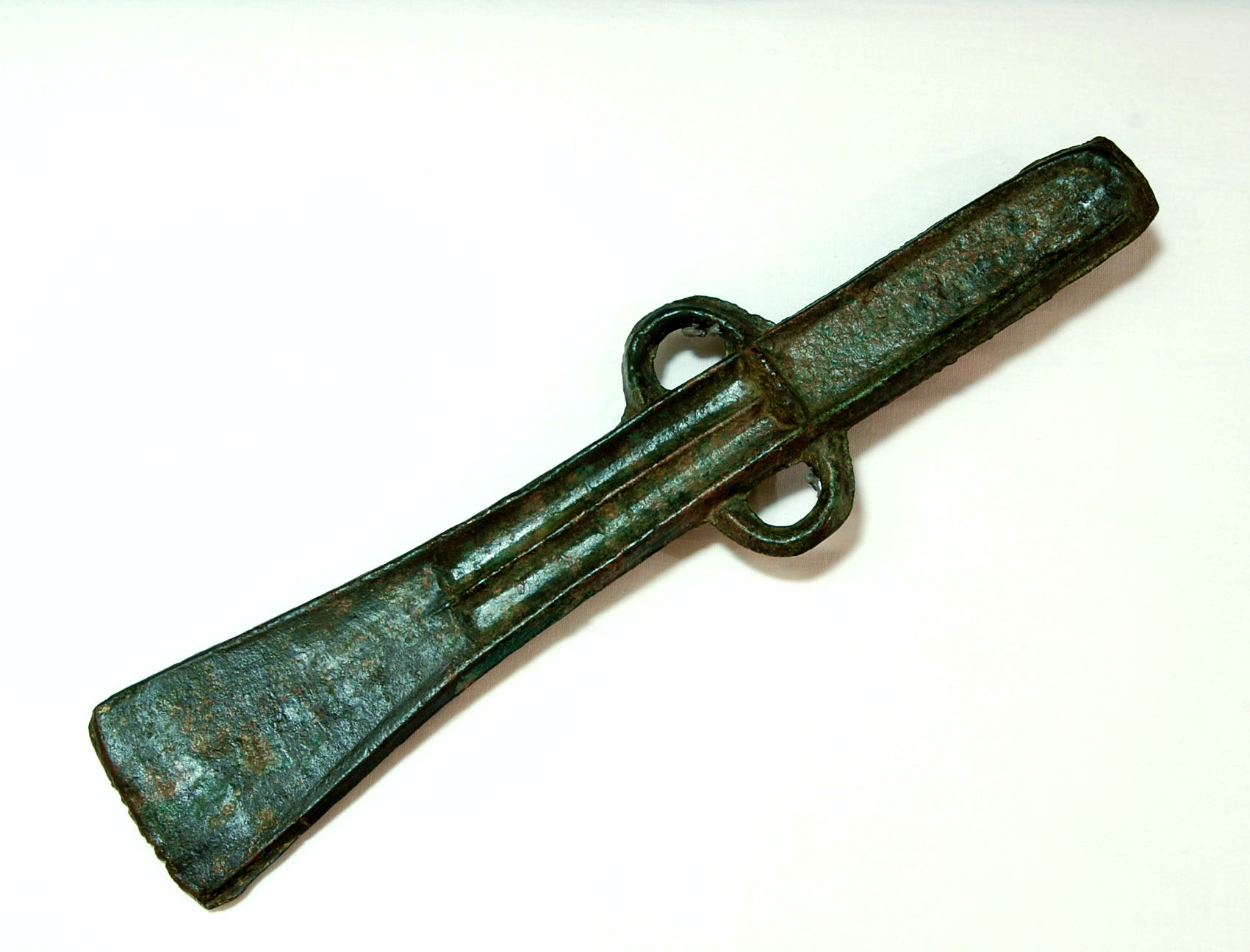
Destral de doble anell trobada a Pairaleda (Pontevedra) i conservada a la Biblioteca Museu Víctor Balaguer de Vilanova i la Geltrú.

En aquest període s'aprecien diferències regionals, tanmateix s'accentua la influència de la Cultura dels camps d'urnes. Aquesta influència es mostra sobretot en les armes. Així mateix, els pobles atlàntics reben influències fenícies. L'economia és principalment agrícola i els cavalls són emprats tant com a força motriu com a element de prestigi.

#### Europa mediterrània
En el sud de la península Itàlica s'estableix una important xarxa comercial amb Grècia i el nord de la mateixa península. Sovintegen les necròpolis d'incineració (amb cremacions individuals). La ceràmica és feta a mà i els poblats solen situar-se en llocs elevats i solen estar fortificats amb muralles.

## Països Catalans

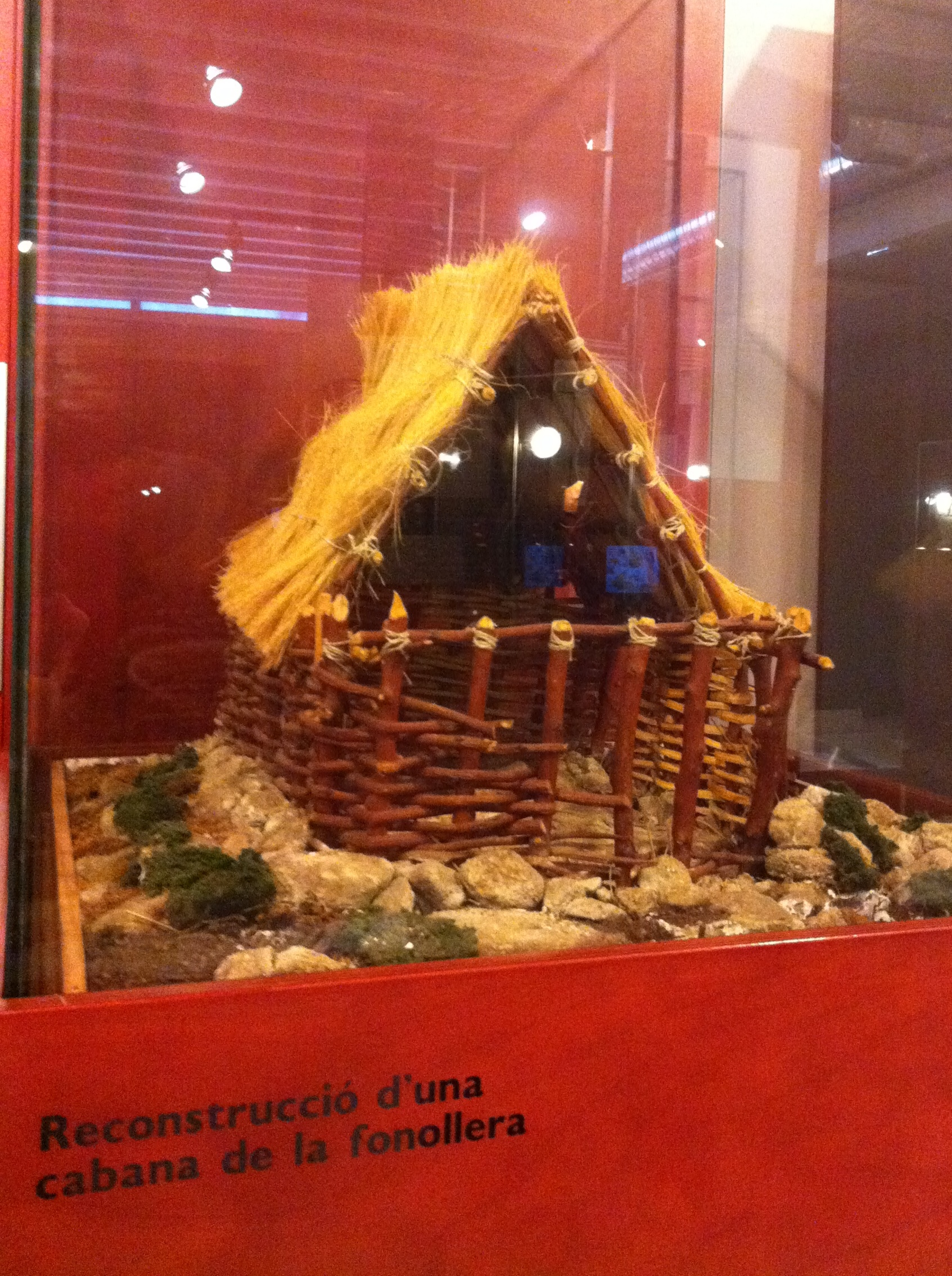
Reconstrucció d'una casa de la Fonollera al Museu de la Mediterrània.

Pel que fa a Catalunya l'edat del bronze no suposà un trencament vers l'Eneolític, ja que en aquest període tot seguí com si fos una continuació de la cultura megalítica, al Principat hi destaca el jaciment de la Fonollera (Torroella de Montgrí (Baix Empordà)). A les Illes Balears, principalment a Mallorca i a Menorca, l'edat del bronze es caracteritza pel sorgiment dels poblats de navetiformes. Al País Valencià evolucionà una cultura característica anomenada cultura del bronze valencià on cal destacar el poblat dels Escalons (Llíria (Camp de Túria)) i la Mola Alta de Serelles (Alcoi (Alcoià)).

### Cultura del bronze valencià
Amb aquest nom es designa la cultura que ocupà la pràctica totalitat del País Valencià durant l'edat del bronze. Començà vers el 2200 aC i el moment final és molt incert, ja que hi ha pocs indicis de cap altra civilització fins a l'època ibèrica (entorn el 500 aC). De característiques semblant a la cultura d'El Argar (amb la qual fou confosa durant molt de temps), es diferencia d'aquesta en els ritus funeraris (no hi ha enterraments en el terra de les cases), la menor riquesa dels instruments de metall i diferències en la ceràmica. La cultura s'estengué en l'àrea limitada pel sud a Vinalopó, a l'oest per la Serralada Ibèrica, i pel nord no arriba a l'Ebre. Els poblats són situats en zones altres i de defensa fàcil, presentant muralles amb torres, les cases són de planta rectangular. La ceràmica és feta a mà i gairebé sempre sense decorar. Cal assenyalar que sovint damunt els poblats del bronze valencià foren edificats poblats ibèrics.

## El bronze a l'Egeu

### Bronze Antic
La metal·lúrgia del bronze fa la seva aparició en l'Egeu en el neolític tardà, per la qual cosa, es produeix una continuïtat amb el període anterior. Majoritàriament la població ocupa puigs costaners i zones rocalloses, abandonant els assentaments de l'etapa anterior. Alguns d'aquests poblats són de grans dimensions i presenten fortificacions i bastions sòlids. El parament dels enterraments són força rics. A Creta, es distingeixen dos tipus de tombes principalment: de plata rectilínia o circular. Apareixent també, en la cultura micènica, els Tholoi (Tholos, en singular): construccions funeràries de planta circular cobertes per una volta o una falsa cúpula. A les illes Cíclades s'empren cistes de forma trapezoïdal, i d'inhumació individual. Mentre que a la Grècia continental el ritu predominant és el de la inhumació col·lectiva en tombes de cambra.
En vers la ceràmica: a les Cíclades predominen les decoracions impreses i gravades, metre que a Creta predomina la ceràmica pintada. A la Grècia continental, la ceràmica és decorada amb tint roig.
La base de l'economia és l'agricultura (s'introdueix el cultiu de l'olivera i la vinya) i la ramaderia (cabres i ovelles, principalment), junt amb la caça i la pesca. S'estableix un comerç intens del metall amb Xipre (on hi havia mines de coure) i fins i tot s'importa estany de les illes britàniques.

### Bronze Mitjà

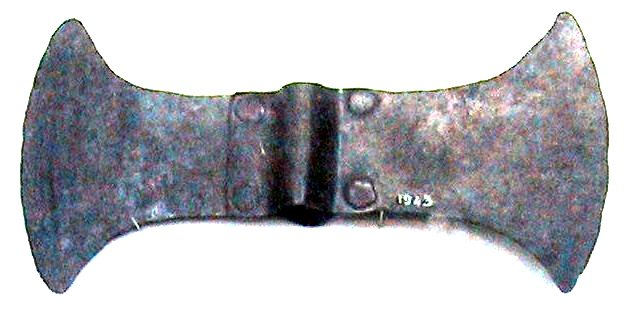

El bronze mitjà se subdivideix l'Egeu en tres zones:
- Illes cíclades: Ciclàdic
- Grècia continental: Hel·làdic
- Creta: Minoic

La navegació es desenvolupa amb un caràcter especialment comercial, intensificant-se els contactes i intercanvis. Mercès a aquest comerç sorgí l'imperi Minoic, el qual fou substitut per l'imperi micènic en el bronze tardà.

### Bronze Final
A la Grècia continental es dona una transició de l'Hel·làdic al Micènic, amb un increment de la riquesa material, major concentració de poder i l'aparició de noves estructures polítiques i socials.
En els paraments funeraris s'hi troben metalls preciosos. Dits paraments ens indiquen l'existència d'una elit poc nombrosa, possiblement, la classe dominant, que acumulava riquesa.
La Civilització micènica fou molt jerarquitzada, presentant una clara diferenciació entre les sepultures dels sobirans, l'aristocràcia, treballadors i artesans. Apareixen palaus, com els de Tirint, Pilos i Micenes, els quals degueren ser centres administratius i d'emmagatzemament. Els nuclis urbans creixeren al voltant dels palaus. Així mateix, la resta de poblats s'ubiquen, en la seva majoria, en turons fàcilment defensables.
L'estil de la ceràmica micènica es caracteritza per una pintura brillant, de colors roig o negre, sobre un fons clar.

## Pròxim Orient
En el Pròxim Orient el bronze feu la seva aparició molt abans que a Europa. Ja des de l'Edat de pedra aquesta zona esdevé una Zona Nuclear que irradia contínues innovacions i canvis. En el Pròxim Orient no té sentit parlar de l'Edat dels Metalls com una etapa prehistòrica doncs, exceptuant unes primeres fases en què s'emprà el coure sense fondre, el gran desenvolupament de la metal·lúrgia coincideix amb l'aparició de documents escrits i el naixement de les grans civilitzacions. Entrant, per tant, època Històrica estrictament parlant.
Periodització
| edat del bronze (3.300–1.200 aC) | Bronze Antic (3.300–2.000 aC)         | Bronze Antic I                                 | 3.300–3.000 aC |
| edat del bronze (3.300–1.200 aC) | Bronze Antic (3.300–2.000 aC)         | Bronze Antic II                                | 3.000–2.700 aC |
| edat del bronze (3.300–1.200 aC) | Bronze Antic (3.300–2.000 aC)         | Bronze Antic III                               | 2.700–2.200 aC |
| edat del bronze (3.300–1.200 aC) | Bronze Antic (3.300–2.000 aC)         | Bronze Antic IV                                | 2.200–2.000 aC |
| edat del bronze (3.300–1.200 aC) | Bronze Mitjà (2.000–1.550 aC)         | Bronze Mitjà I                                 | 2.000–1.750 aC |
| edat del bronze (3.300–1.200 aC) | Bronze Mitjà (2.000–1.550 aC)         | Bronze Mitjà II                                | 1.750–1.650 aC |
| edat del bronze (3.300–1.200 aC) | Bronze Mitjà (2.000–1.550 aC)         | Bronze Mitjà III                               | 1.650–1.550 aC |
| edat del bronze (3.300–1.200 aC) | Bronze Final o tardà (1.550–1.200 aC) | Bronze Final I                                 | 1.550–1.400 aC |
| edat del bronze (3.300–1.200 aC) | Bronze Final o tardà (1.550–1.200 aC) | Bronze Final II A                              | 1.400–1.300 aC |
| edat del bronze (3.300–1.200 aC) | Bronze Final o tardà (1.550–1.200 aC) | Col·lapse del Bronze Final o Bronze Final II B | 1.300–1.200 aC |

### Mesopotàmia
A Mesopotàmia, l'edat del bronze comença al voltant de 2900 aC a finals del període Uruk, abastant els primers períodes dinàstics de Sumèria, l'Imperi Accad, la primera dinastia babilònica i assíria i el període de l'hegemonia Kasita.

### Antic Egipte
a L'antic Egipte, l'edat del bronze s'inicia en el període protodinàstic, vora el 3150 aC.
- Bronze Antic, abasta:
  - Període tinita
  - Regne Antic
  - Primer període intermedi
- Bronze Mitjà, abasta:
  - Imperi mitjà
  - Segon Període Intermedi (Hicsos)
- Bronze Final, abasta:
  - Imperi Nou

### Llevant (Orient Pròxim)

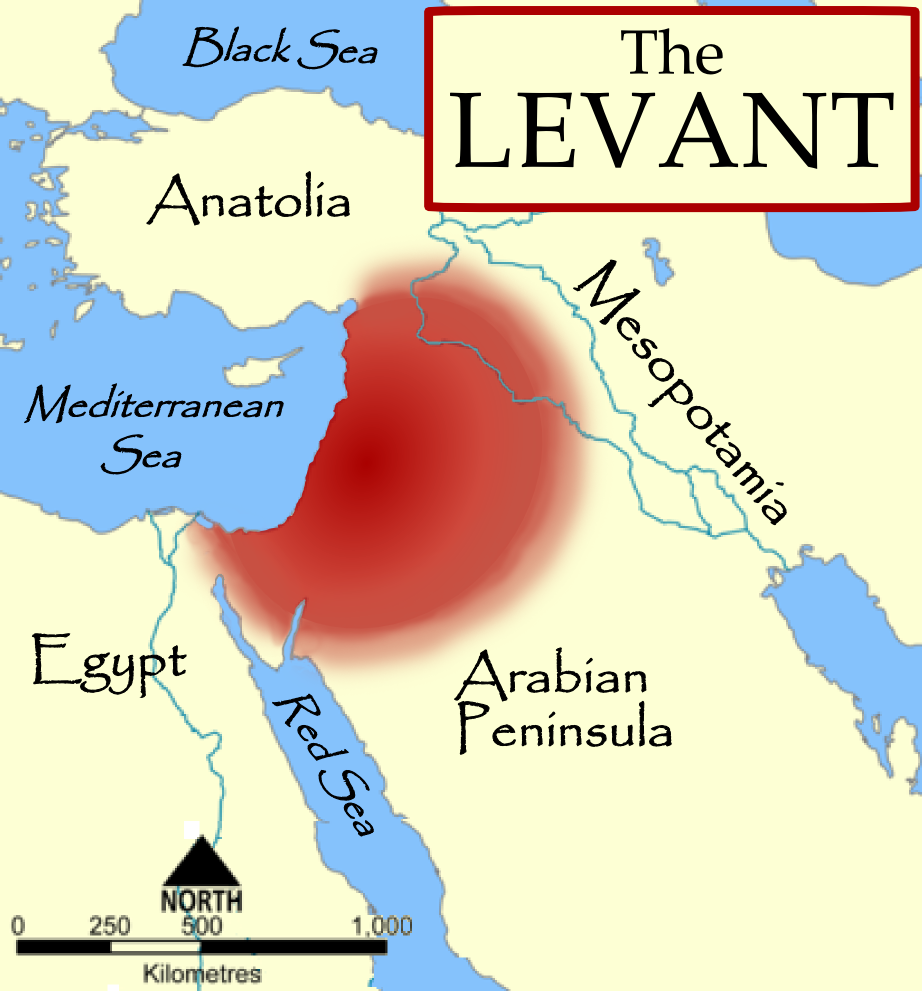
Llevant (Orient Pròxim)

Per llevant s'entén una zona geogràfica, part del Creixent Fèrtil, engloba una àmplia zona al sud-oest d'Àsia, al sud de les Muntanyes del Taure i delimitat pel mar Mediterrani a l'oest, el desert d'Aràbia al sud, i les muntanyes Zagros a l'est. El terme també s'utilitza de vegades per referir-se a esdeveniments o estats moderns a la regió immediatament que voregen el Mar Mediterrani oriental: Israel, territoris palestins, Jordània, Líban i Síria.
- Bronze Antic
  - Ebla
- Bronze Mitjà
  - Amurru
- Bronze Final
  - Mitanni
  - Ugarit
  - Arameus

### Anatòlia
- Imperi Hitita
- Arzawa
- Assuwa

### Altiplà iranià
- Regne d'Elam
- Konar Sandal (Jiroft, Iran)
- Cultura Kulli (Balutxistan Oriental, Pakistan)
- Tappeh Sialk (Kashan, Iran)
- Complex arqueològic Bactria-Margiana

### Col·lapse
Com va acabar l'Edat de Bronze en aquesta regió segueix sent objecte d'estudi. Hi ha proves que l'administració micènica del comerç regional va defallir junt la fallida de la primacia micènica. També existeixen proves que recolzen la hipòtesi que diversos estats tributaris minoics hagueren perdut gran part de les seves poblacions a causa d'una fam extrema i/o una epidèmia, que al seu torn, indiquen que la xarxa de comerç podria haver fallat en algun moment, evitant d'aquesta manera que el comerç poguera alleugerir la fam i algunes formes de la malaltia (per nutrició) que es donaren. També se sap que el graner de l'imperi minoic, la zona nord del mar Negre, també perdé de sobte part important de la seva població i, per tant, probablement, afectà en la producció del conreu en aquesta època.

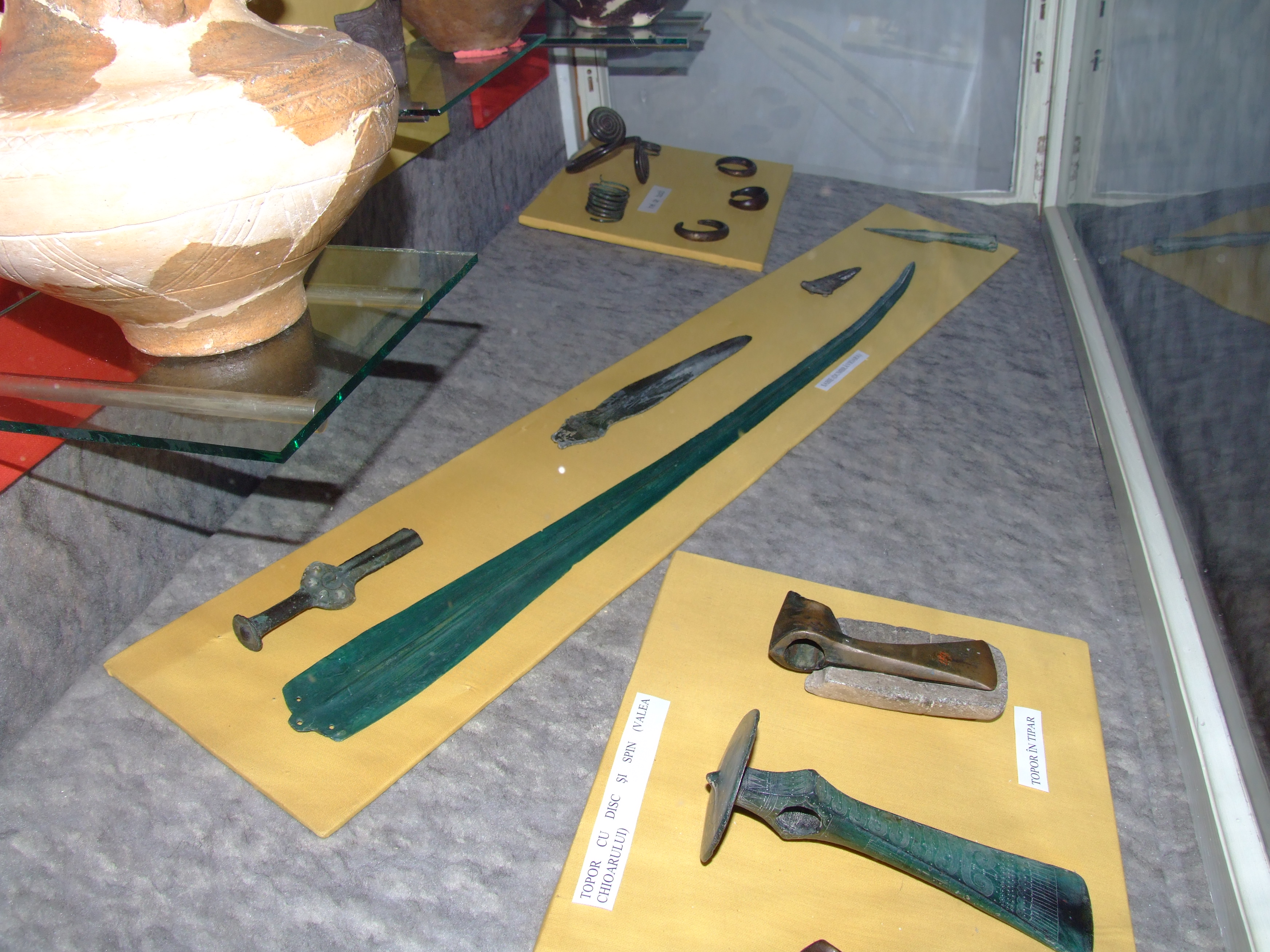
Espasa Micènica (Est d'Europa)

Investigacions recents han desacreditat la teoria que l'esgotament dels boscos xipriotes fossin els causants últims d'aquest final del comerç. Les investigacions i experiments han demostrat que la producció de carbó en l'escala necessària per a la producció de bronze de finals d'aquesta Edat haurien esgotat els boscos xipriotes en menys de cinquanta anys.
Una teoria assenyala que, com que els instruments de ferro es va convertir en més comuns, la principal justificació del comerç va desaparèixer, provocant la desaparició de la xarxa comercial. Les colònies minoiques varen patir sequera, fam i guerra, o alguna combinació d'aquests tres factors, torbant-se en què no tenien accés als recursos remots d'un imperi que els facilitessin una recuperació fàcil de recursos.
Una altra família de teories se centra en Cnossos. L'erupció de Tera, coneguda com a l'Erupció minoica' ocorregué en aquest període, a 100 km al nord de Creta. Dita erupció ha estat datada en el període que va des del 1639 i el 1616 aC mitjançant Carboni 14; l'any 1628 aC. dendrocronològicament; i entre el 1530 aC i el 1500 aC arqueològicament.
Alguns estudiosos especulen que un tsunami, resultat de l'erupció, destruí les ciutats de Creta. D'altres assenyalen que arrasà l'Armada i els ports, provocant la derrota en batalles navals; Fos una o l'altre, el fet feu que, a voltants del 1450 aC, les ciutats de Creta quedaren assolades. Si l'erupció tingué lloc a finals del segle xvii aC (com molts cronologistes pensen actualment) els efectes d'aquesta devastació ocorrien en el traspàs entre el Bronze mitjà i el tardà i no al final de l'Edat. Amb tots aquests fets pogueren haver accelerat d'inestabilitat i provocat el posterior esfondrament de l'imperi Micènic i el posterior col·lapse de la societat de l'Edat de Bronze. D'altres teories culpen a la mala administració que tingué l'imperi després d'aquesta catàstrofe.
Recents troballes arqueològiques suggereixen que el centre de la civilització Micènica en temps de l'erupció es trobava en l'illa de Tera (Santorini) més que no pas en l'illa de Creta, d'acord amb aquesta teoria l'erupció provocà la pèrdua del centre polític, econòmic i administratiu, que junt amb les destrosses provocades a Creta precipitaren el declivi micènic.
Cadascuna d'aquestes teories és convincent, i aspectes de totes elles poden tenir certa validesa en la descripció del final de l'Edat de Bronze en aquesta regió.
S'han fet associacions vers l'antiga Tera i L'Atlàntida llegendària, en un mapa dibuixat en una paret d'un palau minoic a Creta es representa una illa semblant a la descrita per Plató, essent la representació de l'illa molt similar al probable aspecte que tindria Thera abans de la seva explosió.

## Orient llunyà

### Xina

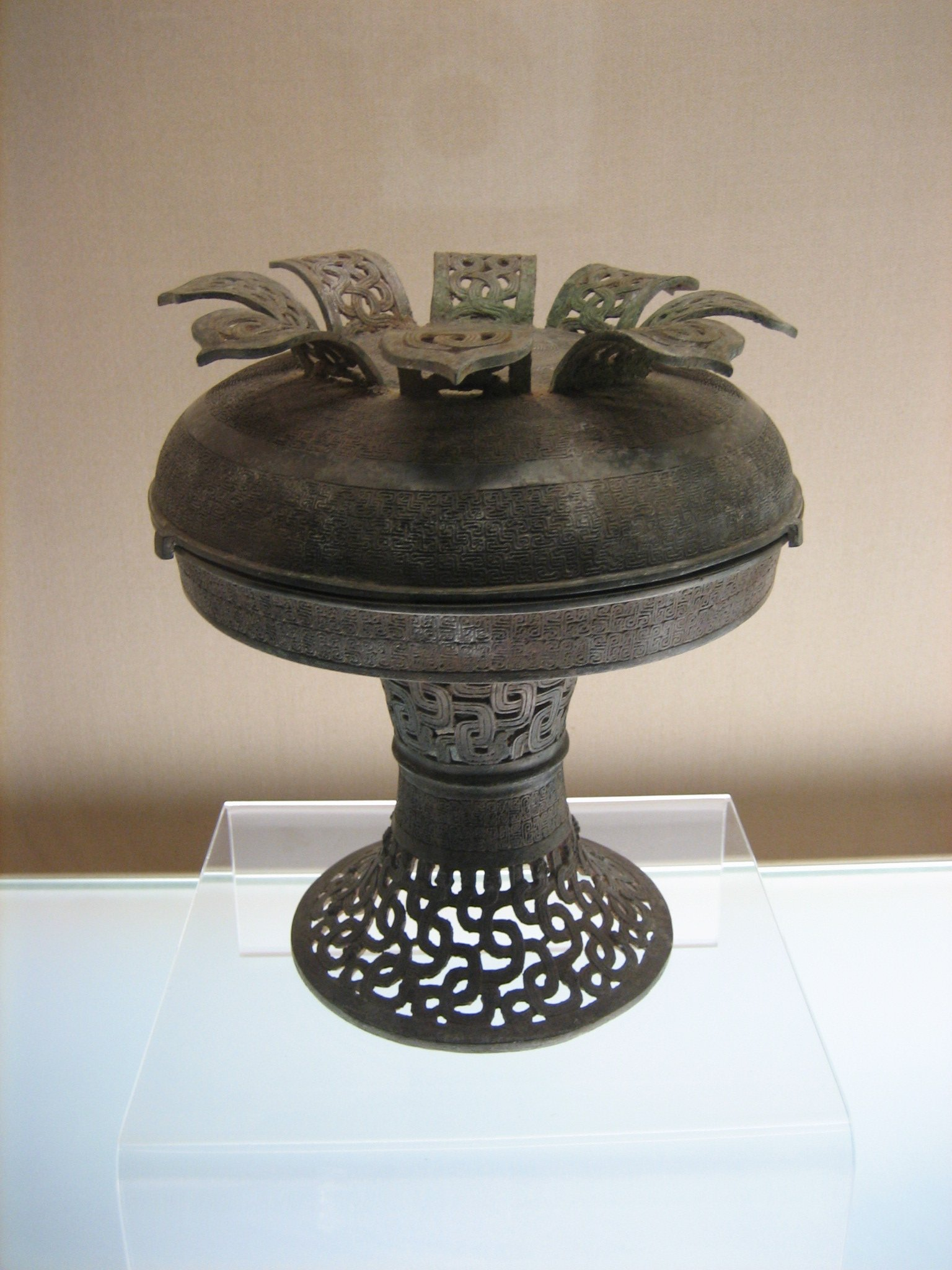
Recipient de bronze "pu" amb dracs entrellaçats (722–481 aC)

Els historiadors discrepen sobre les dates que s'ha d'atribuir a una "Edat de Bronze" a la Xina. La dificultat rau en el terme "Edat de Bronze" en si, ja que, dit terme, s'ha aplicat per a significar un període a Europa i Orient Mitjà, quan les eines de bronze substitueixen les eines de pedra; essent les de bronze, més tard, substituïdes per altres de ferro. En aquests llocs, el mitjà de la nova "edat" (els metalls) varen fer del mitjà antic (la pedra) obsolet.
A la Xina, però, qualsevol intent d'establir un determinat conjunt de dades per a l'Edat de Bronze és complicat per dos factors: la ràpida arribada de la tecnologia de fosa del ferro i la persistència del bronze en eines, armes i vaixells sagrats. Els primers objectes de bronze es troben a la cultura Majiayao (entre 3.100 i 2700 aC, a les regions de Gansu i Qinghai), i des de llavors la societat, a poc a poc, es va convertint en l'Edat de Bronze.
La metal·lúrgia de bronze a la Xina es van originar en el que es coneix com el període Erlitou (també Erh-li-t'ou), que alguns historiadors sostenen ha col·locat dit període dins el domini de la dinastia Shang. Altres creuen que el període Erlitou s'esdevingué en temps de la dinastia Xia (o Shia).
El ferro fou assolit en el període Zhou, però la seva utilització és mínima. La literatura xinesa situa aquest fet en el segle VI aC, cosa que possibilitaria que el ferro fos una invenció xinesa. Tanmateix el bronze segueix ocupant un lloc de gran significació en els següents anys.
Els estris de Bronze xinesos són, generalment, eines rituals., fins i tot, les eines més mundanes porten marques d'instruments més sagrats. Els xinesos inscriuen en tot tipus d'estris tres tipus principals de motius: dimonis, animals simbòlics i símbols abstractes. Aquestes inscripcions en el bronze han permès a historiadors i arqueòlegs compondre, juntament, la història de la Xina, especialment dins el període Zhou.